# Nicholas Campbell
Nicholas Campbell (Toronto, 24 marzo 1952) è un attore canadese.

## Biografia
Caratterista prolifico, attivo dal 1976 (è nel cast de Il presagio di Richard Donner) ha recitato alternativamente sul grande e sul piccolo schermo.
Uno dei suoi ruoli più noti è nella serie televisiva canadese Da Vinci's Inquest, durata 7 stagioni (1998-2005) in cui Campbell vestiva i panni del protagonista Dominic Da Vinci.
Nicholas Campbell si è sposato tre volte: prima con l'attrice Louisa Martin dal 1980 al 1982; poi nel 1983 con Reimi Kobayashi da cui ha avuto un figlio, Coal, nato nel 1983; dopo il divorzio dalla seconda moglie, si è risposato con Harmeet Ahluwalia da cui ha avuto due figli e da cui ha divorziato. È il cugino di Jagger Chase.
Oggi convive con l'attrice Veronika Hadrava.

## Filmografia parziale

### Cinema
- Il presagio (The Omen), regia di Richard Donner (1976)
- Quell'ultimo ponte (A Bridge Too Far), regia di Richard Attenborough (1977)
- La spia che mi amava (The Spy Who Loved Me), regia di Lewis Gilbert (1977)
- Veloci di mestiere (Fast Company), regia di David Cronenberg (1979)
- Brood - La covata malefica (The Brood), regia di David Cronenberg (1979)
- Il pianeta ribelle (The Shape of Things to Come), regia di George McCowan (1979)
- Ultimo rifugio: Antartide (Fukkatsu no hi), regia di Kinji Fukasaku (1980)
- Diabolico imbroglio (Dirty Tricks), regia di Alvin Rakoff (1981)
- Computer per un omicidio (The Amateur), regia di Charles Jarrott (1981)
- La zona morta (The Dead Zone), regia di David Cronenberg (1983)
- Ore 13: dopo il massacro la caccia (Certain Fury), regia di Stephen Gyllenhaal (1985)
- Assassino senza colpa? (Rampage), regia di William Friedkin (1987)
- Colpo grosso (The Big Slice), regia di John Bradshaw (1991)
- Il pasto nudo (Naked Lunch), regia di David Cronenberg (1991)
- A un passo dall'inferno (No Contest), regia di Paul Lynch (1995)
- Passi di follia (Dancing in the Dark), regia di Bill Corcoran (1995)
- Il mio campione (A Cool, Dry Place), regia di John N. Smith (1998)
- Cinderella Man - Una ragione per lottare (Cinderella Man), regia di Ron Howard (2005)
- Goon, regia di Michael Dowse (2011)
- Antiviral, regia di Brandon Cronenberg (2012)
- Backcountry, regia di Adam MacDonald (2014)
- Awakening the Zodiac, regia di Jonathan Wright (2017)

### Televisione
- Spazio 1999 (Space: 1999) – serie TV, episodio 2x15 (1976)
- Diamonds – serie TV, 37 episodi (1987-1989)
- Highlander – serie TV, episodio 4x05 (1995)
- Da Vinci's Inquest – serie TV, 91 episodi (1998-2005)
- I misteri di Murdoch (Murdoch Mysteries) – serie TV, episodio 2x01 (2009)
- Haven – serie TV, 15 episodi (2010-2012)
- Republic of Doyle – serie TV, 8 episodi (2012-2013)
- Heartland – serie TV, 5 episodi (2014-2019)
- The Girlfriend Experience – serie TV, 4 episodi (2016)
- Shoot the Messenger – serie TV, 5 episodi (2016)
- Coroner – serie TV, 31 episodi (2019-2022)

## Doppiatori italiani
Nelle versioni in italiano delle sue opere, Nicholas Campbell è stato doppiato da:
- Angelo Maggi ne Il pasto nudo, Books of Blood
- Teo Bellia ne La zona morta
- Ambrogio Colombo in A un passo dall'inferno
- Luciano Roffi in Detective Monk
- Romano Malaspina in Cinderella Man - Una ragione per lottare
- Michele Gammino in The Girlfriend Experience
- Dario Penne in Private Eyes
- Stefano De Sando in Coroner